# Borgward Hansa 1500
El Borgward Hansa 1500 es un automóvil tamaño medio fabricado por Bremen basado en el fabricante Carl F. W. Borgward GmbH, de 1949 a 1954. Fue presentado por primera vez en el salón del automóvil de Ginebra en marzo de 1949 y la producción se inició el 13 de octubre de 1949.
Es a menudo visto como el primer modelo lanzado por la industria del automóvil alemán después de la guerra. Hansa contó con la entonces revolucionaria ponton, tres-caja de diseño que posteriormente se convirtió en la corriente principal en Alemania y en gran parte de Europa.

## Hansa 1500
El coche fue lanzado como dos o cuatro puertas con un cuerpo de acero construido en torno a un centro de marco de acero, que se asemeja al Ford 1949. Las alas estaban plenamente integrados en la carrocería, y la cabina de pasajeros lleno de todo el ancho del coche. En un tiempo cuando los vehículos de la competencia de Opel y Mercedes Benz se basa aún en los desieños convencionales de la preguerra, la anchura interior de la Hansa, destacó por la inclusión de asientos de banco, tanto en la parte de atrás y en la parte delantera, atrajo comentarios favorables de la prensa. El coche fue visto como un auténtico seis plazas. También es de destacar en 1949 fue la tapa separada que permite el arranque / tronco para acceder desde fuera del coche. En el otro extremo, el capó fue una bisagra en el lado y se podían abrir desde la izquierda o a la derecha según sea necesario. En lugar de los tradicionales semáforo estilo de los indicadores de dirección, la Hansa contó con luces intermitentes para su uso como indicadores de dirección, el parpadeo que se replica dentro de la tri-funcional luces traseras que se incluyen dentro de una sola unidad de luces traseras y luces de freno junto con el estilo de EE. UU. a parpadear los indicadores de dirección.
El conductor fue enfrentado por un volante vinculado a su jefe por tres conjuntos de cuatro delgado habló al igual que las varillas. El diseño del volante de la dirección, que recuerda a los principios de Porsches, aseguró la mínima interrupción de la vista de los instrumentos detrás de él. También detrás del volante fue la columna montado en la palanca de cambios.
Dos puertas de bienes raíces y una versión de cinco plazas, dos puertas cabriolet estaban disponibles junto con dos plazas de deportes cabriolet. Los cabriolets ambos fueron reunidos por el entrenador constructores Hebmüller en Wülfrath hasta mayo de 1952.

### Motor, transmisión y chasis
La Hansa fue introducido con un motor 1498 cc de cuatro cilindros ohv que proporcionar una potencia de 48 hp (35 kW). Para 1952, el motor fue modificado para producir 52 hp (38 kW). Un motor 66 hp (49 kW) fue instalado en un cabriolet. El motor Borgward tenía un diseño inusual, donde el colector de admisión fue en la parte superior del motor y vino a través de la cubierta de la válvula, junto con el carburador. Estos motores en las carreras contaron con cierto éxito.
Con ruedas de forma independiente, las ruedas traseras están conectados a un eje oscilante y apoyado por muelles con amortiguadores hidráulicos. Todas las cuatro ruedas estaban conectadas con el freno de pie a través de un sistema hidráulico, mientras que el freno de mano era mecánico de funcionamiento en las ruedas traseras.